# テトラデカン
テトラデカン （英語: tetradecane）は、化学式が CH3(CH2)12CH3 のアルカンである。石油中に含まれる。

## 性質
融点 5.863 ℃、沸点 253.57 ℃、密度 0.7645 g/mL。無色の液体。水に不溶。1858種の構造異性体が存在する。他のアルカンと同様、極性をもたない。